# سیارک ۹۰۴۱
سیارک ۹۰۴۱ (به انگلیسی: 9041 Takane، نامگذاری:1991CX) نه هزار و چهل و یکمین سیارک کشف شده‌است که در ۹ فوریه ۱۹۹۱ کشف شد.